# Arby's
Arby's es una cadena de restaurantes de comida rápida en los Estados Unidos, Canáda, México y Costa Rica que es una filial propiedad de la compañía neoyorquina Triarc. Es principalmente conocida por la venta de bocadillos de carne de res, sándwiches de pollo, tortas de papa, papas fritas, pollo y batidos. El objetivo de la compañía es el intento de ser más eficiente que otros restaurantes de comida rápida. En Arby's El menú también incluye aperitivos, ensaladas, Fresh Market (un tipo de refresco) y wraps.

## Historia
Arby's fue fundada por Forrest y Leroy Raffel en Ohio en 1964, que se decidieron a ser propietario de una franquicia de comida rápida sobre la base de una alimentación que no fuesen hamburguesas. Los hermanos habrían preferido utilizar el nombre de “Big Tex”, pero ese nombre ya estaba siendo utilizado por un hombre de negocios en Akron. RB es el acrónimo para los hermanos Raffel (Raffel Brothers por sus siglas en inglés), el producto principal de la empresa, utilizando el acrónimo “America's Roast Beef, Yes Sir” en una campaña de publicidad en la década de 1980. 
Después de un largo periodo entre éxitos, el capital de Arby's se redujo considerablemente, por lo que un nuevo sistema de franquicia hubo de ser concebido. Los hermanos Raffel abrieron el primer restaurante en Boardman, Ohio (situado justo a las afueras de Youngstown), el 23 de julio de 1964, en el que inicialmente sólo servían sándwiches de carne asada, patatas fritas y bebidas. Un año más tarde, el primer licenciatario de Arby's abrió un restaurante en Akron, Ohio. El famoso 'sombrero de Arby's' fue diseñado por la casa Peskin Co., quienes siguen haciendo carteles para Triarc. La expansión a otros estados comenzó en 1968. Triarc Companies, Inc, compró  Arby's en 1993. En 2006, Arby's cuenta con más de 3500 restaurantes en Estados Unidos. En ese momento, hay más franquicias Arby's operadas por el Grupo de Restaurantes RTM que por el franquiciador, Triarc. 
El 31 de mayo de 2005, Triarc anunció la compra de RTM y el traslado de su sede de Fort Lauderdale, Florida, a Dunwoody, Georgia. A lo largo de ese año se formaliza la operación de compra. Mientras que el restaurante no se ha basado en Youngstown la zona durante muchos años, la cadena tiene todavía una importante presencia en la zona, incluida una ubicación en el campus de la Universidad Estatal de Youngstown, así como numerosas ofertas de patrocinio y eventos dentro de la zona. 
La zona de los alrededores de Pittsburgh también es un importante mercado para Arby's, que durante décadas fue la única zona de la superposición con el noreste de la cadena de comida rápida Roy Rogers. Hasta que pierda Hardee's compra de Roy Rogers en 1990, Arby's tenía una mínima presencia en el Nordeste de Estados Unidos, especialmente en el área de Baltimore/Washington D. C. debido a Roy Rogers fanes supuestamente prefieren el sabor de Roy Roger del sector de la carne asada más de Arby's. Sin embargo, desde Roy Roger's rápido descenso después de la toma de Hardee's (los dos restaurantes se separaron cuando su empresa matriz en el momento, Imasco, que se vende a Hardee's, Carl's Jr en 1997), Arby's desde entonces ha ampliado su presencia en estos mercados. 
Denver, y partes del sur de Estados Unidos son también importantes zonas para Arby's. La compañía Bailey (TBC), de Golden, Colorado, es un franquiciado de Arby's en Colorado, Idaho y Wyoming. 
Arby's en la actualidad por Triarc franquicia, franquicias, que también TJ Cinnamons y Pasta de conexión y una vez propiedad de Royal Crown Cola (más conocido como RC Cola), que se vende en Arby's mediados del decenio de 1990. En el momento, este hecho Arby's sólo una de las principales cadenas de restaurantes de vender RC Cola en lugar de Pepsi y Coca Cola. 
A principios de 2006, Arby's Restaurant Group (ARG) firmó un contrato con Pepsi para ser su proveedor exclusivo de refrescos. Cuando los franquiciados "expiran los contratos con Coca Cola, que se necesitará para cambiar a Pepsi-Cola, la solitaria excepción de la mencionada Arby's situado en la YSU a causa de la Universidad tenga su propio contrato con Coca-Cola para otros fines universitarios, en particular El departamento de atletismo. 
En febrero de 2006, Arby's se convirtió en la primera cadena nacional de comida rápida a la pretensión de no utilizar ningún aditivos artificiales en sus productos de pollo, junto con esta reclamación fue una campaña publicitaria que criticó Wendy's, McDonald's y Burger King por su uso de los aditivos como el agua, la sal y los fosfatos en los productos de pollo. 
En noviembre de 2006, Arby's anunciaron que estaban eliminar todas las grasas transgénicas de sus menús, que se realizarán en mayo de 2007, siendo el primer gran restaurante de comida rápida de hacerlo. Sin embargo, a partir de diciembre de 2007, la guía Arby's de nutrición en línea muestra que pequeñas cantidades de grasas trans aún se pueden encontrar en algunos de sus productos. 
La cadena adoptó una mascota experimental a principios de los 2000, además del sombrero de vaquero, que es un horno antropomórfica mitón, que apareció en la empresa anuncios de televisión y publicidad impresa. Fue expresado por el actor Tom Arnold.
Arby's fue mencionado en la película Deadpool 2 en 2018, en las entrevistas que el personaje principal estaba realizando a los candidatos mutantes para formar parte de un equipo de combate. Ryan Reynolds describió la cadena de restaurantes, comparándola con el ácido tóxico que lanzaba uno de los integrantes del equipo, “Todos hemos comido en Arby's” dijo el protagonista que interpreta a Wade Wilson a modo de comedia en la película.
En octubre de 2020, abrió su primera sucursal en la ciudad de Guadalajara, Jalisco, ubicada en el centro comercial La Gran Plaza Fashion Mall deleitando a los mexicanos con su exquisito sabor, después de 27 años de desaparecer del mercado mexicano.
En febrero de 2021, sé apertura la segunda tienda en territorio mexicano bajo el concepto de Food Court ubicada en Andares, en la misma ciudad de Guadalajara, Jalisco.

## Actualidad
Triarc y su filial de franquicia Arby's, Arby's Restaurant Group, es el mayor propietario de las franquicias de Arby's. 
Arby's está actualmente patrocinando Matt Kenseth, un conductor de NASCAR, que también se muestran en un comercial de televisión para la empresa. De conformidad con este patrocinio, Arby's ha prometido la entrega de patatas curly medianas si Kenseth gana una carrera. Los clientes sólo necesitan llevar en el resultado carrera oficial de un periódico o página web.